# Estação Governador Valadares
A Estação de Governador Valadares é uma estação ferroviária que funciona como terminal de passageiros no município brasileiro de Governador Valadares, no interior do estado de Minas Gerais. A estação está ligada a Estrada de Ferro Vitória a Minas. Vizinho à estação ferroviária está localizado um pátio ferroviário, onde são armazenados vagões, linhas e equipamentos de auxílio para a ferrovia.

## História
Em 1907, a Estrada de Ferro Vitória a Minas chegou a região de Governador Valadares com a estação de Derribadinha, às margens do Rio Doce. Em 1910, a estação de Figueira foi inaugurada. A estação de Figueira foi fechada em 1948, devido as mudanças no traçado da EFVM na cidade de Governador Valadares. A estação atual foi implantada na década de 1940.
Na década de 1960, uma locomotiva maria-fumaça, que atuava na ferrovia e havia sido fabricada em 1925, foi colocada no pátio interno da estação ferroviária. Ela foi doada para o município em 1988 e colocada em 1996 na Praça da Estação, que havia sido reformada. A locomotiva foi repintada em 2003 com as cores originais. A praça foi revitalizada em 2012.
Após a revitalização da área da praça da estação, o local passou a ser alvo de vandalismo. Em 2023, o cenário da praça da Estação era de presença de pessoas em situação de rua, usuários de drogas e a locomotiva se tornou uma moradia improvisada para algumas das pessoas em situação de rua. 